# Vampire in Brooklyn
Vampire in Brooklyn is een Amerikaanse filmkomedie uit 1995 onder regie van Wes Craven.

## Verhaal
Maximillian is de laatste overlevende van een vampierenras op een eiland in de Caraïben. Hij gaat in Brooklyn op zoek naar een vrouw, zodat het ras niet zal uitsterven. Hij vindt Rita, die nachtmerries heeft en niet weet dat ze deels vampier is.

## Rolverdeling
| Acteur            | Personage                    |
| ----------------- | ---------------------------- |
| Eddie Murphy      | Maximillian / Paulie / Guido |
| Angela Bassett    | Rita Veder                   |
| Allen Payne       | Justice                      |
| Kadeem Hardison   | Julius Jones                 |
| John Witherspoon  | Silas Green                  |
| Zakes Mokae       | Dr. Zeko                     |
| Joanna Cassidy    | Kapitein Dewey               |
| Simbi Khali       | Nikki                        |
| Messin Freeman    | Eva                          |
| Kelly Cinnante    | Fotografe                    |
| Jsu Garcia        | Anthony                      |
| W. Earl Brown     | Politieagent                 |
| Ayo Adeyemi       | Barman                       |
| Troy Curvey jr.   | Koorleider                   |
| Vickilyn Reynolds | Mevrouw Brown                |